# Pulst (Marktschorgast)
Pulst (oberfränkisch: Bulschd)  ist ein Gemeindeteil des Marktes Marktschorgast im Landkreis Kulmbach (Regierungsbezirk Oberfranken, Bayern). Die Gemarkung Pulst hat eine Fläche von 5,296 km² und ist in 202 Flurstücke aufgeteilt, die eine durchschnittliche Flurstücksfläche von 26216,15 m² haben. In ihr liegen neben dem namensgebenden Ort die Gemeindeteile Mittelpöllitz, Oberpöllitz, Rohrersreuth und Unterpöllitz.

## Lage
Der Weiler liegt auf der Höhe (552 m ü. NHN), einer Erhebung des Frankenwaldes. Eine Anliegerstraße führt nach Marktschorgast zur Kreisstraße KU 2 (1,3 km nordöstlich).

## Geschichte
Der Ort wurde im bischöflichen Urbar des Amtes Marktschorgast, das im Zeitraum von 1323 bis 1327 entstanden ist, als „Pulst“ erstmals erwähnt. Dem Ortsnamen liegt das slawische Wort „polje“ zugrunde, das Feld bedeutet.
Gegen Ende des 18. Jahrhunderts bestand Pulst aus fünf Anwesen. Das Hochgericht übte das bambergische Centamt Marktschorgast aus. Die Dorf- und Gemeindeherrschaft hatte das Vogteiamt Marktschorgast. Grundherren waren das bambergische Kastenamt Stadtsteinach (3 Höfe) und die brandenburg-bayreuthische Verwaltung Ramsenthal (1 Drittelhof, 1 Söldengut).
Mit dem Gemeindeedikt wurde Pulst dem 1811 gebildeten Steuerdistrikt Marktschorgast zugewiesen. 1812 entstand die Ruralgemeinde Pulst. Sie unterstand in Verwaltung und Gerichtsbarkeit dem Landgericht Gefrees und in der Finanzverwaltung dem Rentamt Gefrees. Mit dem Zweiten Gemeindeedikt (1818) wurde Pulst nach Marktschorgast eingemeindet, 1819 schließlich der neu gebildeten Gemeinde Ziegenburg überwiesen. Im Zuge der Gebietsreform in Bayern wurde Pulst am 1. April 1971 im Zuge der Gebietsreform in Bayern nach Marktschorgast eingemeindet.

### Bodendenkmäler
- Burgstall Burghügel (Rohrersreuth)

### Einwohnerentwicklung
| Jahr      | 001802 | 001809 | 001818 | 001861 | 001871 | 001885 | 001900 | 001925 | 001950 | 001961 | 001970 | 001987 |
| Einwohner | 32     | 41     | 36     | 61     | 51     | 37     | 58     | 40     | 40     | 33     | 35     | 28     |
| Häuser    | 7      |        | 5      |        |        | 5      | 7      | 6      | 6      | 7      |        | 6      |
| Quelle    | [ 12 ] | [ 13 ] | [ 9 ]  | [ 14 ] | [ 15 ] | [ 16 ] | [ 17 ] | [ 18 ] | [ 19 ] | [ 20 ] | [ 21 ] | [ 1 ]  |

## Religion
Pulst ist seit der Reformation gemischt konfessionell. Die Katholiken sind bis heute nach St. Jakobus der Ältere (Marktschorgast) gepfarrt. Die Protestanten waren bis zur zweiten Hälfte des 20. Jahrhunderts nach St. Maria (Himmelkron) gepfarrt, seitdem ist Marktschorgast zuständig.